# Mode-klass
Mode-klass var en klass kustjagare som tillhörde den svenska marinen. Klassen bestod av fyra fartyg som anskaffades under andra världskriget, då man snabbt ville utöka flottans fartygsbestånd. Fartygens utformning var tydligt inspirerade av framför allt den italienska Spica-, och även den norska Sleipner-klassen. Fartygen omklassades till fregatter 1953 utrangerades omkring år 1970.

## Bakgrund
Under 1930-talet hade Göteborg-klassen tillförts marinen, vilken vid andra världskrigets utbrott var den mest moderna av de svenska jagarklasserna. När man ytterligare ville utöka jagarflottan ansågs emellertid denna fartygstyp vara alltför dyr, och man tittade därför på fartyg i andra länders mariner efter lämpliga typer av jagare. Efter att fyra jagare (Psilander- och Romulus-klasserna) hade köpts från Italien hade marinförvaltningen även köpt ritningar till en modernare variant av Psilander-klassen, vilka sedan användes som inspirationskälla när de nya jagarna projekterades. Projekteringsarbetet förlades till Götaverken i Göteborg, som även byggde två av fartygen, Mode och Magne. Munin byggdes vid Öresundsvarvet och Mjölner vid Eriksbergsvarvet.

## Utformning

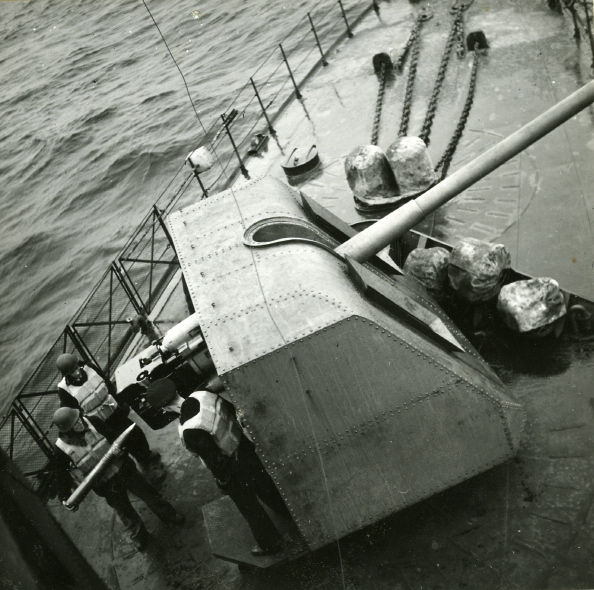
Förliga kanonen på Mjölner.

Fartygen i klassen var 78 meter långa, 8,1 meter breda och hade ett djupgående av 2,3 meter. Standarddeplacementet var 635 ton och det maximala deplacementet var 785 ton. Skrovet var utformat med ett backdäck som sträckte sig över drygt en tredjedel av fartygets längd. På akterdäcket stod en mindre överbyggnad och den huvudsakliga överbyggnaden med kommandobryggan stod på backdäckets aktra del. Kommandobryggan var bredare än överbyggnaden vilket gav fartygen ett säreget utseende framifrån jämfört med övriga svenska jagartyper. Maskineriet utgjordes av två oljeeldade ångpannor av märket Penhoët A, vilka levererade ånga till två de Laval ångturbiner vilka drev var sin propeller. Maskineriet utvecklade 16 000 hästkrafter vilket gav fartygen en maxfart av 30 knop (55 km/h).

### Bestyckning

#### Som jagare
Huvudbestyckningen utgjordes av tre 10,5 cm kanoner m/42. Dessa var placerade i var sitt torn, ett på backdäck, ett på akterdäck och ett på den aktra överbyggnaden. Luftvärnet utgjordes av två 40 mm luftvärnsautomatkanon m/36 och två 20 mm luftvärnsautomatkanon m/40. Tre torpedtuber för 53 cm torpeder satt i ett trippelställ för om den aktra överbyggnaden och vidare fanns två sjunkbombskastare och två sjunkbombsfällare. 42 minor kunde dessutom medföras för minfällning.

#### Som fregatter
År 1953 omklassades fartygen till fregatter och byggdes därför om under åren 1954–1955. En av 10,5 cm kanonerna samt torpedtubsstället togs då bort och 40 mm kanonerna m/36 ersattes av m/48 med samma kaliber. Dessutom monterades en antiubåtsgranatpjäs m/51.

## Fartyg i klassen
| Namn             | Sjösatt       | Levererad        | Utrangerad      | Öde                                 |
| ---------------- | ------------- | ---------------- | --------------- | ----------------------------------- |
| HMS Mode (29)    | 11 april 1942 | 12 november 1942 | 1 juli 1970     | Såld 1978 för skrotning i Ystad.    |
| HMS Magne (30)   | 25 april 1942 | 26 november 1942 | 1 november 1966 | Såld 1973 för skrotning i Ystad.    |
| HMS Munin (31)   | 27 maj 1942   | 3 januari 1943   | 6 december 1968 | Såld 1969 för skrotning i Göteborg. |
| HMS Mjölner (32) | 9 april 1942  | 12 november 1942 | 1 april 1966    | Såld 1969 för skrotning i Göteborg. |